# عبد المطلب علي محمد صالح
الدكتور عبد المطلب علي محمد صالح الربيعي هو طبيب عراقي ولد في بغداد في 29 كانون الثاني 1956.
أكمل دراسته الإعدادية في إعدادية الأمين في جانب الكرخ ببغداد، ودرس الطب في جامعة بغداد وتخرج منها عام 1974. حصل على شهادة البورد العربي للأمراض الباطنية والصدرية والغدد الصماء عام 1994، وعمل في مستشفيات وزارة الصحة العراقية.
شغل منصب وزير الصحة في الحكومة العراقية الانتقالية عامي 2005-2006.
الدكتور عبد المطلب ينتمي إلى التيار الصدري.